# Cécile Proust
Cécile Proust, née le 7 février 1962 à Poitiers, est une danseuse et chorégraphe française.

## Biographie
Cécile Proust commence la danse, en découvrant à l’adolescence la danse classique, notamment au conservatoire d’Angers . À 17 ans, elle rejoint la compagnie de flamenco de Rafael Aguilar (en), puis poursuit sa découverte d’autres styles chorégraphiques en se formant à la villa Kujoyama de Kyoto (pour le jiuta-mai) et en Inde (pour le kathak). Elle s’oriente ensuite vers la danse contemporaine, et travaille aux côtés de Susan Buirge, Quentin Rouillier, Josette Baïz et Odile Duboc, personnalités de la Nouvelle danse française.
Proust fonde sa propre compagnie en 1990 ;  ses premières créations mêlent des éléments de danse contemporaine et traditionnelle, puis évoluent pour se rapprocher de l’art total, impliquant aussi la parole et les arts plastiques. 
En 2000, elle participe, avec Jacques Hoepffner, aux célébrations du nouveau millénaire à Paris, en concevant une roue monumentale projetant des vidéos de mains de femmes.
À partir de 2004, elle lance un projet artistique et féministe, femmeuses, qui s’articule autour d’actions (œuvres, vidéos, installations, films, etc.) en collaboration avec des militantes ou théoriciennes de plusieurs courants de pensée dont le postcolonialisme et la théorie queer ; elle danse avec des artistes comme Pascal Quéneau et s’implique avec Laurence Louppe dans une réflexion autour de la pratique burlesque (femmeuses #5).
Au milieu des années 2010, elle participe au projet international Migrant Bodies qui cherche à aborder les migrations d’un point de vue artistique et produit dans ce cadre la pièce Ethnoscape .
Cécile Proust a déposé des archives à la médiathèque du Centre national de la danse.

## Principales chorégraphies et productions
- 1991 : Prémices de sable
- 1992 : Iblis
- 1992 : L’Envol de Lilith (court-métrage, avec Jacques Hoepffner)[8]
- 1993 : Entre chien et loup
- 1996 : Attractions étranges[9]
- 1999 : Des gestes de femmes pour l’an 2000 ? (performance pour le passage à l’an 2000, avec Jacques Hoepffner)[4]
- 2001 : Boissy 2 (expositions et performances, avec Jacques Hoepffner)[4],[10]
- 2002 : Alors, heureuse ? (spectacle)[3]
- depuis 2005 : femmeuses
- depuis 2015 : Ethnoscape, Migrant Bodies[3]
- 2018 : Prononcer fénanoq (présenté au Festival d’Avignon, avec Pierre Fourny)[11],[12]